# Ammélide
L'ammélide, ou 6-amino-2,4-dihydroxy-1,3,5-triazine, est un dérivé de triazine résultant de l'hydrolyse de l'amméline, elle-même produite par hydrolyse de la mélamine. Il peut être obtenu en chauffant du dicyandiamide dans l'ammoniaque à 160 à 170 °C. Il peut également être produit en chauffant brièvement une heptazine avec de l'acide sulfurique concentré à 190 °C.
L'ammélide forme des sels avec les acides (acide chlorhydrique, acide nitrique, acide sulfurique) et les bases (hydroxyde de sodium, hydroxyde de calcium, ammonium). Il se décompose à 170 °C en présence d'eau pour former de l'ammoniac et du dioxyde de carbone. Il peut être converti en acide cyanurique par des oxydants tels que le permanganate de potassium ou à ébullition avec des acides forts ou des bases fortes.